# Гуйфан
Гуйфа́н (кит. 鬼方, Kuei-fang) — древний кочевой народ времен династии Шан-Инь (XVI в. до н.э. — 1046 г. до н.э.), проживавший на территории современной Монголии и Северного Китая. Согласно китайской исторической традиции, отождествляются с сюньюй, чуньвэй, сяньюнь, жун, бэйди и хунну.

## История
Китайские летописи содержат ряд упоминаний о народе гуйфан, самые ранние из них — записи в Бамбуковых анналах. В них говорится о племени Gǔiróng (Jung) (кит. трад. 鬼族, упр. 鬼戎), которое было атаковано чжоуским лидером Цзили в 1119 г. до н.э., на тридцать пятом году царствования правителя Шан У И. Историки отождествляют Guirong с Guifang и считают их именем одного и того же народа.
Название гуйфан появилось во времена правления Кан-вана (1020 г. до н.э. — 996 г. до н.э.), третьего императора Чжоу. Предположительно, гуйфан проживали к северо-востоку от первоначальных владений Чжоу. Согласно надписям на бронзовом сосуде Сяо Ю Дин (小 盂 鼎), отлитом на двадцать пятом году правления Кан-вана, после двух успешных сражений против гуйфан захваченные враги были доставлены в храм Чжоу. Число заключенных насчитывало более 13 000 человек с четырьмя вождями, которые впоследствии были казнены. Армия Чжоу в тех сражениях также захватила большое количество добычи.
В чжоуском сочинении «И-цзин» («Книга перемен») сказано, что Гао-цзун (титул иньского правителя У Дина) напал на племя гуйфан и через три года одолел его. Согласно «Книге перемен», «гуйфан — небольшое племя южных варваров, а Гао-цзун — могущественный иньский Сын Неба, и то, что могущественному Сыну Неба потребовалось три года, чтобы одержать победу над небольшим племенем южных варваров, свидетельствует о том, что к войне необходимо относиться осторожно». Ряд источников войны между династией Шан-Инь и народом гуйфан называет сражениями между Срединным царством и «Страной демонов».

## Этническая принадлежность
Позже такие авторы как Сыма Цянь, Ин Шао (Ying Shao), Вэй Чжао (Wei Zhao), Цзинь Чжо (Jin Zhuo) пришли к выводу, что сюньюй, гуйфан и сяньюнь — ранние названия кочевого народа, известного во времена династии Хань как хунну. Эту точку зрения также поддержал Сыма Чжэнь, историк времен династии Тан.
По мнению Сыма Чжэня, племена, которые в эпоху правления Тана и Юя назывались шаньжун или сюньюй; в эпоху Ся стали именоваться чуньвэй (шуньвэй), в эпоху Инь — гуйфан, в эпоху Чжоу — яньюн (сяньюнь), а к эпохе Хань стали известны под общим именем сюнну (хунну).
Ван Го-вэй (1877— 1927 гг.) на основе анализа надписей на бронзе, а также структуры иероглифов, в результате фонетических изысканий и сопоставления полученных данных с материалами различных источников пришел к выводу, что встречающиеся в источниках племенные названия гуйфан, хуньи, сюньюй, сяньюнь, жун, ди (бэйди) и ху обозначали один и тот же народ, вошедший позднее в историю под именем сюнну. Достаточно убедительно разработанная теория Ван Го-вэя нашла сторонников среди большинства китайских историков. Таким образом, сюнну были издавна известны в Китае под paзличными названиями. На стыке династий Шан и Чжоу они носили названия: гуйфан, хуньи или сюньюй, при династии Чжоу — сяньюнь, в начале периода Чуньцю — жун, а затем ди. Начиная с периода Чжань-го их называли ху или сюнну.
В дальнейшем ряд исследователей также поддержали данную теорию, считая, что племена, входившие в общность сяньюнь, чуньвэй (шуньвэй), хуньи, цюаньи, сюньюй, жун, шань-жун, цюань-жун, гуйфан, бэйди (ди), представляли собой предков хунну. Согласно Н.Я. Бичурину, хуньюй, хяньюнь и хунну — три разные названия одному и тому же народу, известному ныне под названием монголов. При этом в отношении хунну наряду с монгольской версией существуют тюркская, енисейская и другие версии происхождения.